# Роб Голл
Роберт Едвін Голл (14 січня 1961 — 11 травня 1996) — новозеландський альпініст. Він був головним гідом експедиції на Еверест 1996 року, під час якої він, його колега-гід та двоє їхніх клієнтів загинули. На момент загибелі Голл щойно завершив своє п'яте сходження на вершину Евересту, на той час більше, ніж будь-який інший альпініст з не-шерпів.

## Альпіністська кар'єра
Голл виріс у Крайстчерчі, Нова Зеландія, де багато займався скелелазінням у Південних Альпах.
У 1988 році Роб Голл зустрів Гері Болла, який став його партнером по скелелазінню та близьким другом. У 1989 році вони взяли участь у рятувальній операції польського альпініста та підкорювача Евересту Анджея Марціняка після лавини. У 1990 році їм вдалося підкорити Еверест. Для Голла це була третя спроба підкорити найвищу гору світу, для Болла — друга; в експедиції також брав участь Пітер Гілларі, син першого підкорювача Евереста Едмунда Гілларі. Того ж року Голл і Болл ініціювали «Велике прибирання на Евересті» та вивезли з Базового табору п'ять тонн сміття.
Після цього сходження Голл і Болл разом підкорили Сім вершин (згідно списку Басса) за сім місяців. Їм ледь вдалося вкластися у встановлений ними же термін з мінімальним відривом — 12 грудня 1990 року вони підкорили масив Вінсон лише за кілька годин до «дедлайну».
Зрештою Голл і Болл покинули професійне скелелазіння та створили компанію з високогірного провідництва під назвою «Hall and Ball Adventure Consultants». У 1992 році вони провели шістьох клієнтів на вершину Евересту.
У 1992 році Холл піднявся на К2, а через рік знову на Еверест, у 1993 році — на Дхаулагірі. Під час цієї експедиції Гері Болл помер від набряку легень. У 1994 році Голл разом з Едом Вістурсом піднявся на Чо-Ойю і Лхоцзе, потім знову зійшов на Еверест і К2. Це зробило Голла першою людиною, яка підкорила чотири восьмитисячники протягом п'яти місяців.
Після смерті Болла Голл самостійно керував компанією «Adventure Consultants». До 1996 року він супроводив на вершину Евересту тридцять дев'ять альпіністів. Хоча ціна спроби сходження на вершину з гідом — 65 000 доларів США — була значно вищою, ніж у інших експедицій, репутація Голла щодо надійності та безпеки приваблювала клієнтів з усього світу. На церемонії з нагоди дня народження королеви 1994 року Голла було призначено кавалером Ордена Британської імперії за його внесок в розвиток альпінізму.
У 1990-х роках Голл також працював у Новозеландській антарктичній дослідницькій програмі. На його честь названо гору Голл у Землі Вікторії, Східна Антарктида.
Голл познайомився зі своєю майбутньою дружиною, лікаркою Джен Арнольд в 1990 році під час спроби сходження на вершину Евересту. На своє перше побачення вони разом піднялися на Деналі, а пізніше одружилися. У 1993 році Голл та Арнольд разом піднялися на вершину Евересту. У катастрофічний сезон 1996 року вони теж планували відправитися на Еверест, але врешті Арнольд не поїхала з Голлом через вагітність. Через два місяці після загибелі Роба, Джен народила їхню дочку Сару Арнольд-Голл.

## Катастрофа 1996 року
Експедиція на Еверест, організована компанією «Adventure Consultants» у 1996 році, складалася з восьми клієнтів та трьох гідів (Голла, Майка Ґрума та Енді Гарріса). Серед клієнтів був Джон Кракавер — журналіст, який працював за завданням від журналу «Outside». Голл уклав угоду з «Outside»: він мав супроводити одного з їхніх авторів на вершину в обмін на рекламне місце та статтю про зростаючу популярність комерційних експедицій на Еверест.
Невдовзі після півночі 10 травня 1996 року експедиція «Adventure Consultants» розпочала спробу сходження на вершину з Табору IV, розташованого на вершині Південного сідла. До них приєдналися альпіністи з компанії «Mountain Madness» під кервіництвом Скотта Фішера, а також експедиції, спонсоровані урядами Тайваню та Індії.
Експедиції швидко зіткнулися із затримками. Досягнувши Сходинки Гілларі, альпіністи виявили, що перила не встановлено, і їм довелося чекати годину, поки гіди закріплювали мотузки. Оскільки того дня намагалися досягти вершини близько 33 альпіністів, а Голл і Фішер попросили своїх альпіністів залишатися на відстані 150 м один від одного, біля єдиних перил на Сходинці Гілларі виникли «затори». Багато альпіністів ще не досягли вершини до 14:00 — останнього безпечного часу, якого вистачило б, щоб розвернутися та дістатися Табору IV до настання темряви. Голл досяг вершини 10 травня близько 14:10.
Сірдар Голла, Анг Дордже та інші шерпи-альпіністи чекали клієнтів на вершині. Близько 15:00 вони почали спуск. Дорогою вниз Анґ Дордже зустрів клієнта Даґа Гансена над Сходинкою Гілларі та наказав йому спуститися. Гансен похитав головою, вказав на вершину та продовжив рух. Коли Голл прибув на місце події, він відправив шерпів вниз допомагати іншим клієнтам, і заявив, що залишиться, щоб допомогти Гансену, у якого закінчився додатковий кисень.
О 16:30, а потім знову о 16:41 Базовий табір отримав радіодзвінки від Голла, в яких повідомлялося, що у Гансена закінчився кисень, і що потрібен ще один балон, щоб він міг спуститися Сходинкою Гілларі (висота близько 8800 м). Пізніші інтерв'ю з персоналом «Adventure Consultants» показали, що Голл охарактеризував стан Хансена як «слабкий» та «недієздатний» (англ. weak, incapacitated), що вони сприймали ситуацію як дуже серйозну, і що гід «Adventure Consultants» Ґай Коттер порадив Голлу залишити Гансена та рятуватися самому. Записи експедиції свідчать, що тієї ночі повідомлень від Голла більше не було.
О 17:00 на південно-західний схил Евересту налетіла хуртовина, зменшивши видимість і знищивши стежку до Табору IV. Невдовзі після цього Голл викликав по радіо допомогу, повідомивши, що Гансен непритомний, але живий. Близько 17:30 їм на допомогу відправився з табору інший гід «Adventure Consultants» Енді Гарріс.
О 4:45 ранку 11 травня Голл зв'язався по радіо з Базовим табором і повідомив, що знаходиться на Південній вершині, що Гарріс дістався до нього вночі, але з того часу зник, і що «Даґа [Гансена] немає» (англ. Doug is gone). Як загинули ці двоє, лишається невідомим, їхні тіла станом на 2025 рік так і не знайшли (кригоруб і куртку Гарріса виявили неподалік від тіла Голла).
Голл не міг дихати балонним киснем, оскільки його регулятор був занадто забитий льодом. До 9:00 ранку він полагодив кисневу маску, але зазначив, що його обморожені руки та ноги ускладнюють пересування по закріплених мотузках. Пізніше того ж дня він зв'язався по радіо з Базовим табором, попросивши їх зателефонувати його дружині, Джен Арнольд, по супутниковому телефону. Під час цього останнього спілкування він запевнив її, що почувається комфортно, і сказав їй: «Спи спокійно, моя люба. Будь ласка, не хвилюйся занадто сильно» (англ. Sleep well my sweetheart. Please don't worry too much).
Невдовзі після цього він помер. Його тіло було знайдено 23 травня альпіністами з експедиції IMAX, і якийсь час залишалося на висоті приблизно 8700 м трохи нижче Південної вершини, після чого його, очевидно, зіштовхнули вниз по Стіні Кангшунг. На церемонії вручення нагород за хоробрість Нової Зеландії 1999 року Голл за свої дії на Евересті був посмертно нагороджений Новозеландською Зіркою за хоробрість.

### У мистецтві
- Джон Кракавер невдовзі після катастрофи опублікував статтю в журналі «Outside» та книгу під назвою «У розрідженому повітрі»(інші мови). В обох цих творах він припустив, що причиною загибелі людей стали затримки, спричинені відсутніми мотузками, а також рішення гідів не дотримуватися часу повернення о 14:00. Вдова Голла розкритикувала Кракауера за публікацію її останньої розмови з чоловіком[16].
- У телефільмі «У розрідженому повітрі: Смерть на Евересті»(інші мови) роль Роба Холла зіграв Натаніель Паркер.
- У 5 серії 6 сезона серіалу «За мить до катастрофи» був опублікований епізод про інцидент 1996 року під назвою «У зоні смерті».
- Ще один документальний фільм режисера Девіда Брішірса, який був на Евересті в 1996 році, «Буря над Еверестом» (англ. Storm Over Everest), вийшов в ефір програми «Frontline»(інші мови) на PBS у 2008 році.
- У художньому фільмі «Еверест» (2015) роль Роба Холла виконує Джейсон Кларк.
- Роб Голл — персонаж опери «Еверест»(інші мови) композитора Джобі Талбота(інші мови), яка переповідає основні епізоди катастрофи. На світовій прем'єрі опери партії Голла виконував тенор Ендрю Бідлак.
- Смерть Роба Голла послужила натхненням для пісні Ніла Фінна(інші мови) «The Climber».
- Пісня Анджана Датта(інші мови) «Mr. Hall» присвячена пам'яті Роба Холла.

## Список визначних сходжень
- 1990 — Сім вершин (згідно списку Басса: Аконкагуа, Еверест, Ельбрус, Кіліманджаро, Деналі, Косцюшко, Вінсон)
- 1992 — спроба підкорення К2 (Скотт Фішер, Ед Вістурс та Чарлі Мейс допомогли Голлу врятувати його партнера по скелелазінню Гері Болла)
- 1992 — Еверест
- 1993 — Дхаулагірі (досяг висоти 7300 м з Гері Боллом та Вейкко Густафссоном. Гері Болл загинув від набряку легень[17][18].
- 1993 — Еверест (з дружиною Джен Арнольд)
- 1994 — Еверест
- 1994 — Лхоцзе
- 1994 — K2[19]
- 1994 — Чо-Ойю
- 1994 — Макалу
- 1995 — Чо-Ойю
- 1996 — Еверест (загинув під час спуску)